# 天徳寺 (秋田市)
天徳寺（てんとくじ）は、秋田県秋田市にある曹洞宗の寺院。本尊は聖観音。久保田藩（秋田藩）主佐竹家の菩提寺である。秋田県指定史跡。

## 歴史
1462年（寛正3年）、室町時代の佐竹家当主の佐竹義人（義憲）が夫人（佐竹義盛娘）を弔うため、常陸国久慈郡太田村（茨城県常陸太田市）に創建した。1590年（天正18年）、水戸霊松山（水戸市宮町、現在の水戸東照宮所在地）へ移転。1602年（慶長7年）、佐竹家の転封に伴い、出羽国秋田郡楢山村の楢山（現在の金照寺山）に移る。
1624年（寛永元年）12月27日、火災により総門を残して全焼したため、翌年5月に現在地である秋田郡泉村の泉山に移された。この際、焼失を免れた総門も移築されている。その後1676年（延宝4年）12月に再び火災が起こり、総門と山門を残して全焼。9年の月日をかけて再建され、現在に至る。
また1672年（寛文12年）には本堂西の墓所に佐竹家の霊屋（たまや）が建てられ、歴代久保田藩主と夫人の霊が祀られている。1998年（平成10年）東京の総泉寺にあった正室や側室などの墓も移された。
平成初期（1990年）に本堂、書院、山門、総門の4棟と佐竹家霊屋が重要文化財に指定された他、「十六羅漢像」など多くの寺宝が秋田県・秋田市の文化財に指定されている。これらの寺宝は毎年8月17日・8月18日に虫干しを兼ねて無料で一般公開される。

## 文化財

### 重要文化財
- 本堂 - 1687年（貞享4年）の建立。入母屋造、茅葺き、間口約30メートルの大建築。内部は左右4室・前後2列の8室に分かれ、前面に板敷きの内縁がある。建物の正面右側に玄関、背面左側に開山堂が付属する。
- 書院 - 本堂の東に接する。本堂より時代が下り、1806年（文化3年）の建立。寄棟造、鉄板葺き。藩主の墓参時の休憩に用いられた上段の間がある。
- 山門 - 1709年（宝永6年）の建立。三間一戸（柱間が3間で中央1間を通路とする）、瓦葺きの楼門（2階建て門）。
- 総門 - 境内入口に建つ。切妻造瓦葺きの四脚門。本堂等から離れて建つため1676年（延宝4年）の火災をまぬがれたものと思われ、寺が常陸から秋田へ移転した慶長年間（17世紀初頭）の建立と推定される。
- 佐竹家霊屋 - 本堂西側の墓域にある。入母屋造、鉄板葺き。歴代秋田藩主の霊を祀る建物で、3代藩主佐竹義処（よしずみ）が1672年（寛文12年）に建立した。

### 市指定文化財
- 絹本著色八幡太郎義家・新羅三郎義光像
近世期の肖像画。ニ幅の画面に源義家・源義光の姿が描かれた対幅像。寸法は義家像が立て98.9センチメートル、横53.2センチメートル。義光像は立て98.6センチメートル、横53.5センチメートル。佐竹氏の始祖である義家・義光を描き武家権威の誇示と佐竹氏の先祖崇拝を示す像とし注目されている。ともに大鎧姿で手には扇を持ち、義家は折烏帽子、義家は立烏帽子を被った姿で描かれている。

## 所在地
秋田県秋田市泉三嶽根10-1

## 交通アクセス
- JR東日本秋田駅西口バスターミナル8番線から、秋田中央交通バス『添川線』『神田旭野線』『神田土崎線』にて約15分、天徳寺前バス停下車
- JR東日本泉外旭川駅・外旭川駅前広場から、秋田中央交通バス『神田旭野線』『神田土崎線』にて約5分、天徳寺前バス停下車

## ギャラリー
- 公道から総門を見る（2014年6月撮影）
- 参道から総門を見る（2014年6月撮影）
- 総門から山門を見る（2014年6月撮影）
- 参道から山門を見る（2014年6月撮影）
- 参道から本堂を見る（2014年6月撮影）

## 近隣情報
- 秋田市平和公園
- 秋田大学